# Annapurna I
De Annapurna I, Nepali: अन्नपूर्ण, meestal alleen Annapurna, is een berg in het Nepalese gedeelte van de Himalaya. Met 8091 m hoogte is het de op tien na hoogste berg ter wereld en een van de acht achtduizenders in Nepal. Het bergmassief waar de berg in ligt is de gelijknamige Annapurna Himal. De Annapurna I was de eerste achtduizender die beklommen werd.

## Klimgeschiedenis

### Eerste beklimming
Op 3 juni 1950 bereikten Maurice Herzog en Louis Lachenal, twee leden van een Franse expeditie, de top.
Eerst was de westelijker gelegen Dhaulagiri (8167 m.) het doel van de expeditie, maar de pogingen om een voldoende veilige route voor de expeditie te vinden werden gestaakt omwille van het gevaar en de moeilijkheidsgraad.
Verschillende aanlooproutes rond de Annapurna werden verkend, totdat Louis Lachenal en Gaston Rebuffat de North Annapurna Glacier verkenden, die verschillende mogelijkheden bood. De hele expeditie werd toen opgedeeld in groepjes klimmers en verschillende kampen werden opgezet. Er moest in allerijl worden geklommen, omdat de moesson er uit India al aankwam. De beklimming verliep zonder noemenswaardige incidenten.
Op de terugweg van de top verloor Maurice Herzog zijn handschoenen en vergat zijn extra paar sokken te gebruiken om zijn handen te beschermen. Wie als eerste terug in kamp 5 aankwam blijft onduidelijk, maar duidelijk is dat Maurice Herzog ernstige bevriezingsverschijnselen vertoonde aan handen en voeten, Louis Lachenal alleen aan zijn voeten. Beide klimmers werden die nacht verzorgd door het tweede topteam, bestaande uit Gaston Rebuffat en Lionel Terray.
De volgende dag was de Annapurna in mist gehuld en moesten de vier klimmers hoog op de berg de weg terug naar kamp vier zoeken. Zowel Lachenal als Herzog waren niet langer in staat voor zichzelf te zorgen, laat staan de route terug te zoeken. Rebuffat en Terray deden al het werk, totdat ook zij, na uren strijd hoog op de berg, moesten toegeven dat ze verloren waren. Louis Lachenal viel in een spleet. Alle vier brachten ze daar de nacht door. De volgende ochtend was het weer opgeklaard en konden ze alle vier in veiligheid worden gebracht. Lachenal en Herzog ondergingen verschillende amputaties door expeditiedokter Jacques Oudot in de slechtst denkbare omstandigheden.
De juiste omstandigheden waarin de expeditie plaatsvond en de sfeer ter plaatse blijft omstreden. Het expeditieverslag, in een zeer erudiete en amicale stijl geschreven door Maurice Herzog werd echter een absolute bestseller. Geen van de overige expeditieleden heeft ooit het verloop van de verschillende gebeurtenissen betwist, maar wel is zeker dat een en ander behoorlijk is geromantiseerd.

#### Latere beklimmingen
De Annapurna I werd voor het eerst via de zuidwand beklommen in 1970 door een Engelse expeditie, die door Chris Bonington werd geleid. Don Whillans en Dougal Haston haalden daarbij de top (27 mei, 1970). Alpinist Ian Clough kwam bij de afdaling door een vallend stuk ijs om het leven. Enkele dagen eerder, op 20 mei, werd de Annapurna-top voor de tweede keer beklommen door een Engelse legerexpeditie langs de noordwand. Gerry Owens en Henry Day bereikten de top. Ze volgden min of meer de Franse route van 1950.
Tijdens de Nederlandse Annapurna-expeditie in 1977, die door Xander Verrijn Stuart werd geleid, bereikte Mathieu van Rijswick samen met sherpa Sonam de top van de Annapurna (13 oktober, 1977). Hij was daarmee de eerste Nederlander die de top van een achtduizender heeft bereikt. Het was de vierde beklimming van de hoofdtop (in 1974 had een Spaanse expeditie de 8010 m hoge oostelijke top beklommen). De Nederlanders volgden deels een eigen route door de Noordwand over een steile rots/ijs-graat, die minder lawine-gevaarlijk leek en sindsdien de Dutch Rib is genoemd. Deze Dutch Rib werd bij volgende beklimmingen vaker gevolgd, o.a. door de eerste vrouwenexpeditie naar een achtduizender onder leiding van Arlene Blum in 1978 (top bereikt op 15 oktober door Irene Miller, Vera Komarkova en de sherpas Mingma Tsering en Chewang Rinjing; 5e beklimming).
Op 3 februari 1987 beklommen Jerzy Kukuczka en Artur Hajzer, twee Poolse klimmers, de Annapurna voor het eerst in de winter.
Op 9 oktober 2013 was Ueli Steck de eerste die solo de zuidwand van de Annapurna beklom.